# Gojsovac
Gojsovac su naseljeno mjesto u sastavu Grada Bijeljine, Republika Srpska, BiH.

## Stanovništvo
| Gojsovac           |              |
| godina popisa      | 1991.        |
| Srbi               | 245 (51,57%) |
| Muslimani          | 187 (39,36%) |
| Hrvati             | 6 (1,26%)    |
| Jugoslaveni        | 18 (3,78%)   |
| ostali i nepoznato | 19 (4,00%)   |
| ukupno             | 475          |